# Трамвай Мемфіса
Трамвай Мемфіса (англ. MATA Trolley) — мережа трамвайних ліній в місті Мемфіс, Теннессі, США.

## Історія
Перші електричні трамваї почали курсувати містом у 1897 році, однак як і в переважні більшості інших міст США, історична трамвайна мережа була ліквідована. Сталося це 15 червня 1947 року, після громадський транспорт міста був представлений лише автобусами.
Рішення про повернення трамвая на вулиці міста було ухвалене міською радою у січні 1990 року, будівельні роботи почалися у лютому 1991 року. Спочатку планувалося відкрити початкову ділянку вже у грудні наступного року, але через затримку з відновлюваними роботами на історичних трамваях ділянка відкрилася наприкінці квітня 1993 року. Після відкриття початкової ділянки сталося ще два розширення мережі; 1 жовтня 1997 року відкрилася Прибережна лінія, а 15 березня 2004 лінія вздовж Медісон-авеню.
Через пожежі у двох трамваях, у червні 2014 року була припинена експлуатація мережі, це тривало майже 4 роки.  

## Мережа
30 квітня 2018 року відкрився рух на Головні лінії, дві інші лінії поки що не працюють. Відновити рух на всіх лініях планують до 2020 року.
Головна лінія стала першою що відкрилася в місті, вона проходить вздовж головної вулиці міста та має 13 зупинок. Маршрут лінії проходить поблизу більшості визначних будівель міста, таких як Зала слави блюзу, Національного музею Громадянських прав, театру Орфей та інших. На всій трасі лінія двоколійна, на червень 2018 року єдина працююча лінія в місті.
Прибережна лінія відкрилася другою, на лінії 18 зупинок, хоча більш половини маршруту лінії проходить спільною ділянкою з Головною лінією. Лінія працює як кільцева. На власній ділянці побудована в одноколійному варіанті, вздовж набережної Міссісіпі. (Тимчасово не працює)
Лінія Медісон авеню проходить на схід від Мейн-стріт по Медісон-авеню та має 7 зупинок. Спочатку будувалася як перша черга лінії ЛРТ в Міжнародний аеропорт, але через проблеми з фінансуванням реалізація цього проекту призупинена, конкретних дат коли це станеться немає. У випадку реалізації проекту передбачалося передати історичний рухомий склад на інші лінії, а для лінії ЛРТ закупити сучасні трамваї. (Тимчасово не працює)

## Рухомий склад
З моменту відкриття лінію обслуговували 3 історичні трамваї що раніше курсували вулицями португальського міста Порту. Це були трамваї побудовані в 1927–1940 роках та відновлені фірмою з Мемфіса, до кінця 1993 року було відновлено ще 3 вагони також придбаних у Порту. Через розширення мережі наприкінці 1990-х — початку 2000-х кількість рухомого складу значно збільшилась, було придбано 10 вагонів що раніше використовувалися у Мельбурні. Ще декілька вагонів закупили в інших містах. Після того як сталися пожежі в трамваях у 2014 році, було ухвалено рішення перевірити весь рухомий склад. При проведенні детального огляду вагонів було з'ясовано необхідність капітального ремонту вагонів, через це вимушено припинили рух на лініях. Спочатку планувалося відновити рухомий склад за пів року, але цей процес затягнувся набагато довше.

## Галерея

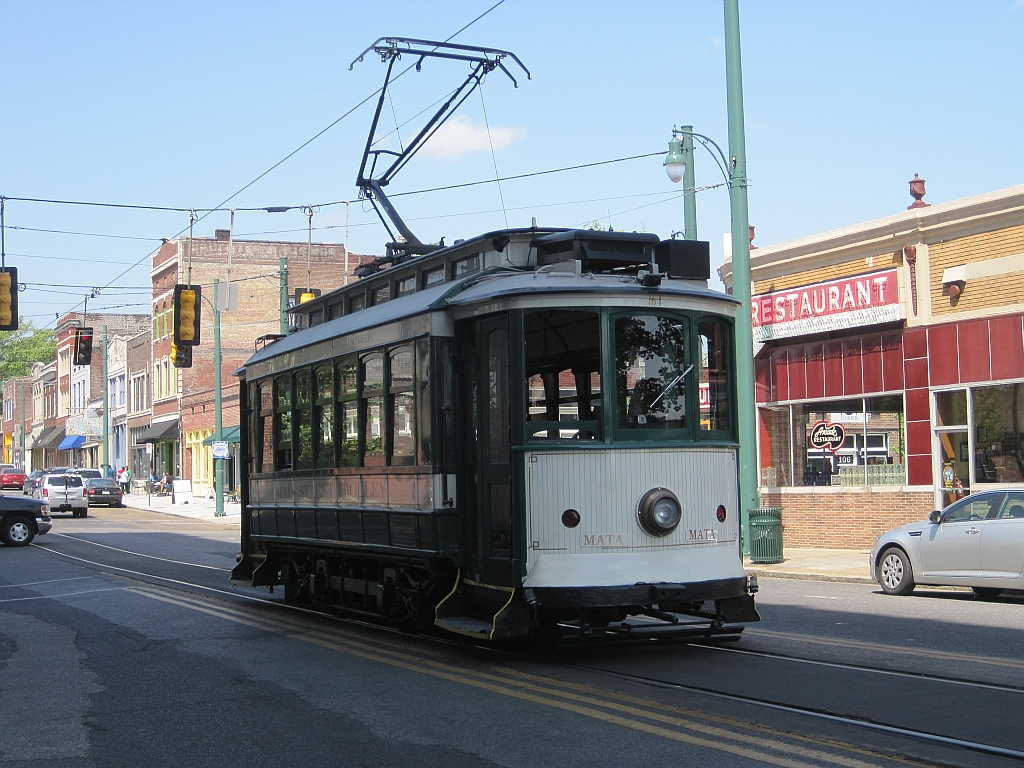
Історичний трамвай на Головні лінії
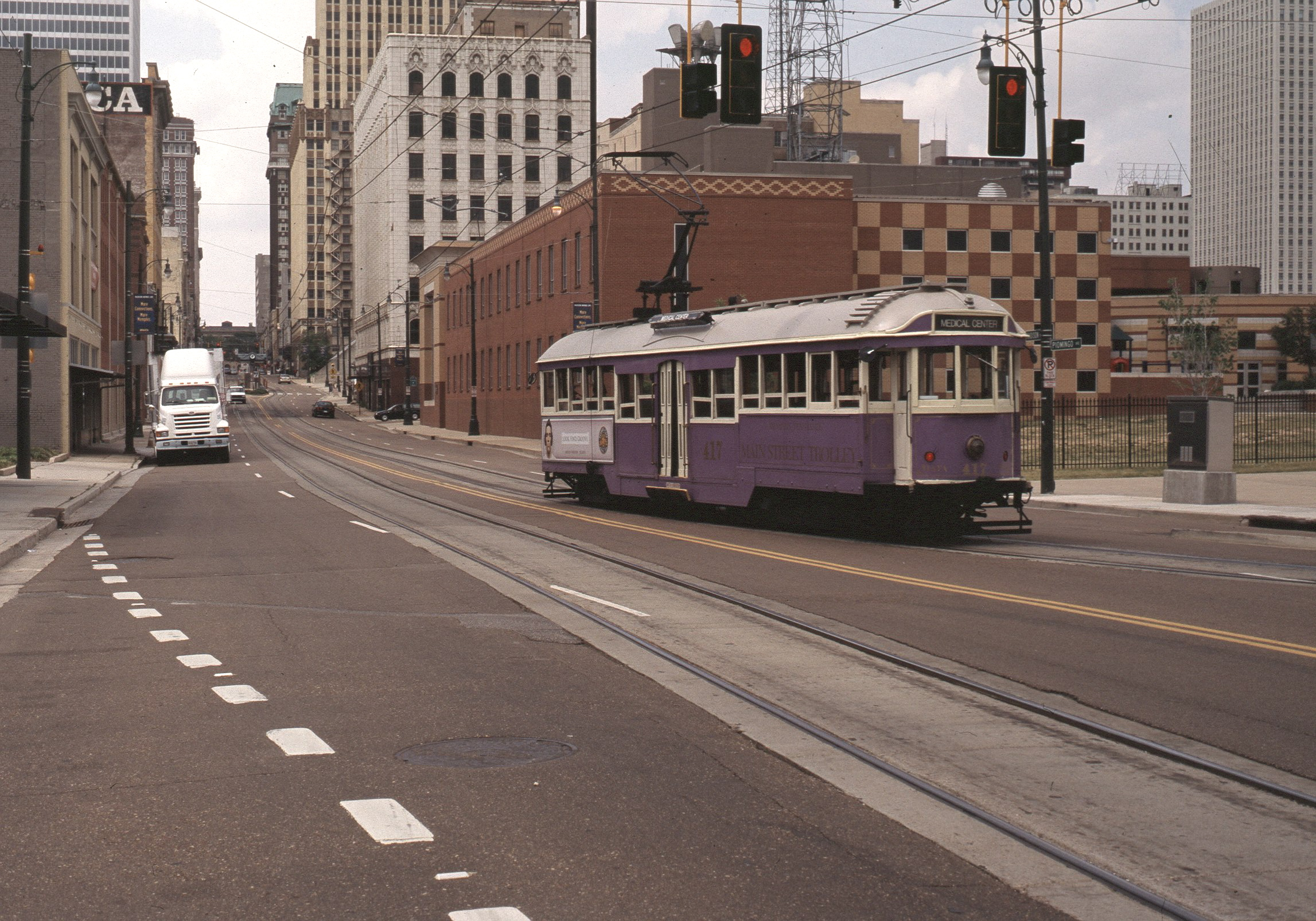
Трамвай на лінії Медісон авеню (до призупинення руху)
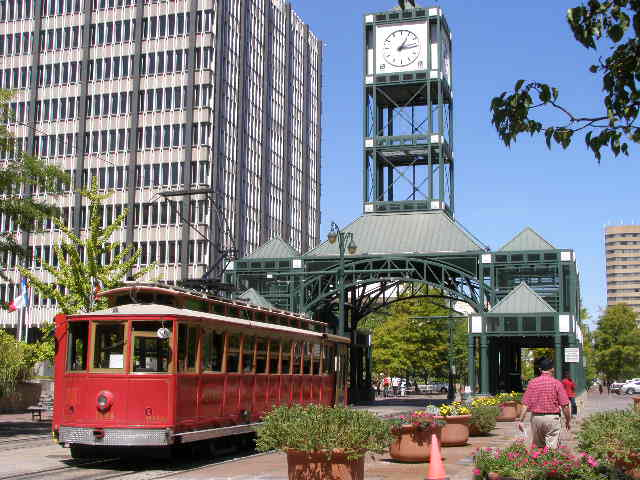
Трамвай на станції «Central»